# Dongfang zhi Xing
MV Dongfang zhi Xing (chino :东方之星; pinyin: Dōngfāng zhī Xīng; traducido como "Estrella Oriental") fue un crucero fluvial que operaba en la región de las Tres Gargantas del interior de China. En la noche del 1 de junio de 2015, el barco navegaba por el río Yangtze cuando volcó durante una tormenta en Jianli, provincia de Hubei, con 454 personas a bordo. El 13 de junio se confirmaron 442 muertes, de las cuales 12 supervivieron (incluidos dos rescatados por las autoridades). La mayoría de los pasajeros tenían entre 60 y 70 años, y en su mayoría eran de Nanjing, donde el barco comenzó su crucero.
La investigación final concluyó que el barco navegó hacia una línea de turbonada (la tormenta de mayor escala) a partir de las 21:19, fue azotado por un reventón (una forma de cizalladura del viento) de 21:26 a 21:32, volcó a las 21:31 y se hundió a las 21:32. El barco encontró ráfagas de 32 a 38 m/s (72 a 85 mph, equivalente a una escala de fuerza del viento de 12 a 13). La lluvia horaria se registró en 94,4 mm.
Es el desastre marítimo más mortífero en tiempos de paz en la historia de China, y el peor desastre marítimo (incluidos los desastres en tiempos de guerra) en la historia de China desde que el vapor Taiping se hundió en enero de 1949, matando a más de 1.500 personas.